# دن بورن
دن بورن (انگلیسی: Dan Boren؛ زادهٔ ۲ اوت ۱۹۷۳) یک سیاست‌مدار اهل ایالات متحده آمریکا است.